# Sphodromantis viridis meridionales
Sphodromantis viridis meridionales es una subespecie de mantis de la familia Mantidae.

## Distribución geográfica
Se encuentra en Etiopía, Kenia, Somalia, Sudán y  Tanzania.